# Paris-Roubaix 1911
Paris-Roubaix din 1911 a fost a 16-a ediție a Paris-Roubaix, o cursă clasică de ciclism de o zi din Franța. Evenimentul a avut loc pe 16 aprilie 1911 și s-a desfășurat pe o distanță de 266 de kilometri de la Paris până la velodromul din Roubaix. Câștigătorul a fost Octave Lapize din Franța.

## Rezultate
| Loc | Ciclist                    | Timp       |
| --- | -------------------------- | ---------- |
| 1   | Octave Lapize (FRA)        | 8h 29' 10" |
| 2   | Alphonse Charpiot (FRA)    | +0' 00"    |
| 3   | Cyrille Van Houwaert (BEL) | +4' 50"    |
| 4   | Gustave Garrigou (FRA)     | +7' 50"    |
| 5   | René Vandenberghe (BEL)    | +9' 50"    |
| 6   | Georges Passerieu (FRA)    | +11' 50"   |
| 7   | Georges Tribouillard (FRA) | +12' 50"   |
| 8   | Constant Niedergang (FRA)  | +12' 50"   |
| 9   | Maurice Leturgie (FRA)     | +13' 50"   |
| 10  | Eugène Dhers (FRA)         | +14' 50"   |